# Acetato de nerilo
Acetato de nerilo es un compuesto químico que se encuentra en los aceites de cítricos. Químicamente, es el acetato de éster de nerol. Se utiliza en sabores y en perfumería para impartir aromas florales y frutales.